# Cistercijanska opatija v Fontenayju
Opatija Fontenay je nekdanja cistercijanska opatija v občini Marmagne, blizu Montbarda, v departmaju Côte-d'Or v Franciji. Ustanovil jo je sveti Bernard iz Clairvauxa leta 1118 in je bila zgrajena v romanskem slogu. Je ena najstarejših in najbolj popolnih cistercijanskih opatij v Evropi, leta 1981 pa je bila uvrščena na seznam svetovne dediščine UNESCO.
Od prvotnega kompleksa, ki je obsegal cerkev, dormitorij, samostan, kapiteljsko dvorano, kaldarij, refektorij, golobnjak in tako imenovano 'kovačnico', so vsi ostali nedotaknjeni, razen refektorija, in so dobro vzdrževani. Opatija Fontenay skupaj z drugimi cistercijanskimi opatijami tvori povezovalni člen med romansko in gotsko arhitekturo.

## Zgodovina

### Ustanovitev reda
Konec 11. stoletja, v času razcveta velike cerkve v Clunyju III. (veličastnega benediktinskega samostana v Clunyju v Franciji), je Sveti Robert iz Molesmeja, kasnejši ustanovitelj opatije Cîteaux, je proti temu vodil oster odziv. Sveti Robert je menil, da je Cluny proti dejanskemu pravilu svetega Benedikta: »delati pomeni moliti«. Posledično se je sveti Robert skupaj s skupino menihov, ki so delili to prepričanje, odcepil od Clunyja.
Sveti Robert je v Citeauxu v Franciji ustanovil red cistercijanov. Novi red je strogo spoštoval pravilo svetega Benedikta. V skladu s tem pravilom so morali biti menihi revni in živeti preprosto življenje. Da se cistercijani ne bi odvrnili od verskega življenja, so na odročnih območjih zgradili samozadostne samostane in niso želeli uporabljati služabnikov. Cistercijanski samostani so bili neodvisni. Od Clunyja so se razlikovali po tem, da so bile vse hiše pod neposrednim nadzorom opata in da je moral vsak cistercijanski samostan skrbeti zase. Vsak od njih je bil najverjetneje samostojna posamezna družba.
Bernard iz Clairvauxa, opat in glavni graditelj reformiranega cistercijanskega reda, je delil isto vero kot sveti Robert iz Molesmeja. Vendar je Bernard menil, da opatija Cîteaux ni dovolj stroga in da ne odraža v celoti pravila svetega Benedikta. Zato je leta 1118 v burgundski dolini ustanovil opatijo Fontenay s strogo uvedeno strogostjo.

### Zgodovina opatije
Cistercijanski menihi so se leta 1130 preselili v opatijo Fontenay. Devet let pozneje je škof iz Norwicha pobegnil v Fontenay, da bi se izognil preganjanju, in s svojim bogastvom pomagal financirati gradnjo cerkve. Cerkev je leta 1147 posvetil papež Evgen III.
Do leta 1200 je bil samostanski kompleks dokončan in je lahko služil kar 300 menihom. Leta 1259 je pobožni kralj Ludvik oprostil opatijo Fontenay vseh davkov in ker je bila v kraljevi milosti, je deset let pozneje opatija postala kraljeva opatija.
Leta 1359 so opatijo Fontenay med stoletno vojno oropale vojske angleškega kralja Edvarda III. Nadaljnjo škodo je utrpela med verskimi vojnami konec 16. stoletja. Leta 1745 je bila uničena refektorij. Z začetkom francoske revolucije leta 1789 so vsi menihi zaradi dekristjanizacije med revolucijo zaporedno zapustili opatijo, leta 1791 pa je bilo območje spremenjeno v papirnico, ki so jo vodili bratje Montgolfier.
Leta 1906 je opatijo kupil Edouard Aynard, bankir iz Lyona, ki je bil ljubitelj umetnosti, in začel njeno obnovo, ki je bila končana do leta 1911. Edouardovi potomci so nadaljevali z delom na opatiji in ta ostaja v lasti družine Aynard še danes. Leta 1981 je opatija postala del Unescove svetovne dediščine.

## Arhitektura

### Ozadje
Vse cistercijanske cerkve imajo enak model in so si podobne; na primer, cerkev v opatiji Graiguenamanagh, zgrajena na Irskem leta 1204, ima tloris, ki je zelo podoben cerkvi v Fontenayu. Duh cistercijanske arhitekture je preprost, konservativen in utilitarističen. Cistercijanske samostanske cerkve imajo romansko arhitekturo, vključno s simetričnim tlorisom, masivnimi zidovi, trdnimi stebri, križnimi oboki, okroglimi loki in visoko osrednjo ladjo. V srednjeveški Evropi je cistercijanska etika ročnega dela postala »glavna sila tehnološke difuzije« na mnogih področjih, vključno z metalurgijo.

### Stavbe
Opatija je bila zgrajena predvsem z uporabo kamnov iz lokalnih območij. Cerkev opatije je tipične cistercijanske arhitekture, zgrajene v romanskem slogu. Ima obliko latinskega križa, z [[cerkvena ladja|ladjo]g dolgo 66 metrov in široko 8 metrov, dvema stranskima ladjama in transeptom, ki meri 19 metrov. V nasprotju s zgodnejšimi cerkvami ima opatijska cerkev sploščeno apsido in dve pravokotni (namesto polkrožnih) kapeli na vsaki strani transepta. Križni hodnik meri 36 x 38 metrov. Kapiteljska dvorana je obokana s težkimi rebri. Obstaja velik dormitorij, ki je bil v 15. stoletju ponovno pokrit z obokano streho iz kostanjevega lesa.
Razen porušenega refektorija je opatija ohranila skoraj vse svoje prvotne stavbe: cerkev, dormitorij, križni hodnik, kapiteljsko dvorano, kaldarij ali 'grelnico', golobnjak in tako imenovano 'kovačnico', vse zgrajeno v romanskem slogu. Opatove nastanitve in bolnišnica sta bila zgrajena pozneje. Danes so opatijske stavbe postavljene v moderne urejene parterje iz trate in gramoza.
Struktura, znana kot 'kovačnica', s tlorisno površino 53,3 × 13,5 metra stoji 30 metrov južno od glavnega kompleksa. Tradicionalno so jo pogosto razlagali kot kovačnico ali večnamensko delavnico. Vendar za to ni arhitekturnih ali zgodovinskih dokazov, arhitekturne primerjave pa kažejo, da je bila uporabljena kot pivovarna in/ali pekarna.
V vseh prvotnih stavbah niti zunanjost niti notranjost nista okrašeni. Čeprav Bernard iz Clairvauxa ni poskušal zavrniti umetnosti ali lepote, je bil previden do »tistih manifestacij lepote, ki vodijo oči uma stran od imago Dei k imagines mundi (podobam sveta)«. Čeprav v kapitelih cerkve ni cvetja, nobenih dekorativnih motivov in nobenih podob nikjer, je opatija še vedno izjemno umetniško delo.
Cerkev in križni hodnik, središče življenja menihov, sta bila zgrajena v logično razporejenih prostorih. V pričakovanju prihodnje širitve samostana sta bila cerkev in križni hodnik namesto zaprte strukture ustvarjena vzporedno ali pravokotno drug na drugega z odprtimi konci. Na ta način med širitvijo ne bi bil prizadet obstoječi samostan in cerkev.
V opatiji ni zvonika, ker je Bernard iz Clairvauxa menil, da bi to odvrnilo pozornost od strogosti. Kot alternativo so bili v steno ob cerkvenih vratih pritrjeni majhni zvonovi, ki so klicali laične brate, naj se zberejo.
V notranjosti cerkve masivni križni stebri podpirajo visoke, velike banjaste oboke, ki so sestavljeni iz koničastih in prečnih koničastih lokov. Očitni so tudi preponski koničasti loki. Obilna uporaba koničastih lokov je bila izbrana, ker »koničasti lok strmo prenaša težo na nosilne stebre ali slope« in bo visoko stavbo nosil tisočletja.
Bernard iz Clairvauxa, ki je omejeval dekoracijo, je verjel, da sme v cerkev vstopati le svetloba. Dolgo časa so verjeli tudi, da je mogoče z glasbo doseči popolna razmerja. Zato so pri oblikovanju steklenih oken uporabili numerična razmerja, ki ustrezajo glasbi. Na primer, sedem oken na zahodu notranjosti je bilo razporejenih v glasbenem razmerju 3/4.
36 metrov dolg križni hodnik, ki je na zadnji strani cerkve, je s stebri razdeljen na majhne galerije. V vsaki galeriji dvojni stebri s suličastimi kapiteli podpirajo dvojni ločni obok. Ta križni hodnik je bil pomemben kraj za menihe, kjer so svoj prosti čas preživljali z branjem, delom in molitvijo.

## Galerija
Ta lokacija svetovne dediščine je ohranila večji del svojih romanskih in zgodnjegotskih samostanskih stavb, kar daje edinstveno nedotaknjeno sliko cistercijanskega samostana iz 12. stoletja.